# 613 mitswot
De 613 mitswot (voorschriften, enkelvoud mitswa) is een lijst met geboden en verboden die God volgens de gelovige Joden hen via de Thora (de eerste vijf boeken van de Tenach) gaf. Deze voorschriften vormen de kern van de halacha, de religieus-joodse regelgeving. Er zijn 248 geboden en 365 verboden.
De mitswot bestaan niet alleen uit misjpatiem of mitswot die we menselijkerwijs kunnen begrijpen, maar ook uit choekiem: mitswot waarvan wij de betekenis niet logisch kunnen verklaren, zoals de spijswetten en de besnijdenis. Ze dienen om de band tussen mensen en de Eeuwige te verstevigen. Ook de mitswot die vandaag niet meer in praktijk worden gebracht – zoals de mitswot die de Tempeldienst betreffen – moeten worden bestudeerd.
In dit artikel worden alle 613 voorschriften letterlijk weergegeven, ingedeeld naar onderwerp en samengesteld uit de Misjna van Maimonides (ook met een acroniem aangeduid als De Rambam) met verwijzing naar de Bijbelteksten uit de Thora.

## De 613 geboden

### God
1. Weet dat God bestaat. (Ex. 20:2; Deut. 5:6)
2. Geloof niet dat er meerdere goden bestaan naast de Eeuwige Zelf. (Ex. 20:3)
3. Vloek niet. (Ex. 22:27)
4. Heilig Gods Naam. (Lev. 22:32)
5. Ontheilig Gods Naam niet. (Lev. 22:32)
6. Weet dat God Eén is, een complete Eenheid.(Deut. 6:4)
7. Houd van God. (Deut. 6:5)
8. Vrees en eerbiedig God. (Deut. 6:13; 10:20)
9. Beproef Gods Woord niet. (Deut. 6:16)
10. Navolg Zijn goedheid en rechtvaardige wegen. (Deut. 28:9)

### Thora
- 11. Eer de ouden en de wijzen. (Lev. 19:32)
- 12. Leer de Thora en onderwijs hem. (Deut. 6:7)
- 13. Verbind hen met elkaar die Hem kennen. (Deut. 10:20)
- 14. Voeg niets aan de Thora toe. (Deut. 13:1)
- 15. Laat ook niets van de Thora weg. (Deut. 13:1)
- 16. Iedereen dient een rol van de Thora voor zichzelf te schrijven. (Deut. 31:19)

### Tekenen en symbolen
- 17. Iedere man dient besneden te worden. (Gen. 17:12; Lev. 12:3) (CCP 47)
- 18. Hang gedenkkwasten aan de hoeken van je kleding. (Num. 15:38) (CCP 10)
- 19. Bind een gebedsriem om het hoofd. (Deut. 6:8) (CCP 9).
- 20. Bind een tefillin om de arm. (Deut. 6:8) (CCP 8).
- 21. Hang een mezoeza op je deurposten en poorten van je huis. (Deut. 6:9)

### Gebeden en zegeningen
- 22. Bid tot God. (Ex. 23:25; Deut. 6:13)
- 23. Lees de geboden iedere morgen en iedere nacht. (Deut. 6:7)
- 24. Zeg zegeningen na maaltijden op. (Deut. 8:10)
- 25. Leg geen steen neer voor aanbidding. (Lev. 26:1)

### Liefde en broederschap
- 26. Houd van alle mensen van het Verbond. (Lev. 19:18)
- 27. Kijk niet slechts toe wanneer iemand in gevaar verkeert, bied hulp aan. (Lev. 19:16)
- 28. Roddel niet en strooi geen laster rond. (Lev. 25:17)
- 29. Strooi geen leugens rond. (Lev. 19:16)
- 30. Wees niet haatdragend. (Lev. 19:17)
- 31. Neem geen wraak. (Lev. 19:18)
- 32. Heb geen wroeging. (Lev. 19:18)
- 33. Beschaam geen Israëliet. (Lev. 19:17)
- 34. Vervloek geen andere Israëliet. (Lev. 19:14)
- 35. Geef simpele zielen geen reden te struikelen. (Lev. 19:14)
- 36. Berisp een zondaar. (Lev. 19:17)
- 37. Ontlast je buurman van zijn lasten en help hem zijn dieren te lossen. (Ex. 23:5)
- 38. Help met het verplaatsen van de lading op het dier van je buurman. (Deut. 22:4)
- 39. Laat een dier niet zonder hulp liggen wanneer het gevallen is door de zware last. (Deut. 22:4)

### De armen en de ongelukkige
- 40. Laat een wees en een weduwe niet lijden. (Ex. 22:21)
- 41. Oogst niet het hele land. (Lev. 19:9; Lev. 23:22)
- 42. Laat een ongeoogste hoek op je land of boomgaard voor de armen staan. (Lev. 19:9)
- 43. Verzamel niet de resten van de oogst die je op de grond hebt laten vallen. (Lev. 19:9)
- 44. Laat de resten van de oogst voor de armen liggen. (Lev. 19:9)
- 45. Verzamel niet de onvolmaakte trossen van de wijngaard. (Lev. 19:10)
- 46. Laat de ol'loth (de oude druiven) van de wijngaard voor de armen liggen. (Lev. 19:10; Deut. 24:21)
- 47. Verzamel niet de op de grond gevallen druiven. (Lev. 19:10)
- 48. Laat een gevallen peret (de enkele druif) voor de armen liggen. (Lev. 19:10)
- 49. Laat de vergeten schoven liggen. Dit geldt ook voor alle fruitbomen. (Deut. 24:20)
- 50. Laat de vergeten schoven voor de armen liggen. Dit geldt ook voor alle fruitbomen. (Deut. 24:19)
- 51. Onthoud niet wanneer je een arme man onderhoudt en hem geeft wat hij nodig heeft. (Deut. 15:7)
- 52. Geef een gemiddelde waarde met betrekking tot weldadigheid. (Deut. 15:11)

### Behandeling van de niet-Joden
- 53. Heb de vreemdeling lief. (Deut. 10:19)
- 54. Spreek geen kwaad over de vreemdeling. (Ex. 22:20)
- 55. Licht de vreemdeling niet op. (Ex. 22:20)
- 56. Trouw niet met niet-Joden. (Deut. 7:3)
- 57. Vorder de schuld van een vreemdeling. (Deut. 15:3)
- 58. Leen een vreemdeling met rente. (Deut. 23:20)

### Huwelijk, scheiding en familie
- 59. Eer je vader en moeder. (Ex. 20:12)
- 60. Sla geen vader of een moeder. (Ex. 21:15)
- 61. Vervloek geen vader of een moeder. (Ex. 21:17)
- 62. Eerbiedig je vader en moeder. (Lev. 19:3)
- 63. Wees vruchtbaar en vermenigvuldig jezelf. (Gen. 1:28)
- 64. Een eunuch (gecastreerde) mag niet met de dochter van Israël trouwen. (Deut. 23:2)
- 65. Een onwettig kind mag niet met de dochter van een Jood trouwen. (Deut. 23:3)
- 66. Een Ammoniet of een Moabiet zal nooit met de dochter van een Israëliet trouwen. (Deut. 23:4)
- 67. Sluit geen nazaat van Ezau voor drie generaties uit de gemeenschap van Israël. (Deut. 23:8-9)
- 68. Sluit geen Egyptenaar voor drie generaties uit de gemeenschap van Israël. (Deut. 23:8-9)
- 69. Er zullen geen prostituees in Israël zijn. Dit betekent dat er geen geslachtsgemeenschap buiten een huwelijk mag plaatsvinden. (Deut. 23:18)
- 70. Neem een vrouw volgens de voorschriften van het huwelijk. (Deut. 24:1)
- 71. De net getrouwde man mag één jaar vrij hebben om van zijn vrouw te kunnen genieten. (Deut. 24:5)
- 72. De bruidegom dient één jaar gemeenschappelijk arbeid te verrichten. (Deut. 24:5)
- 73. Onthoud geen voedsel, kleding en echtelijke rechten aan een vrouw. (Ex. 21:10: Onthoud geen voedsel, kleding en geslachtsgemeenschap aan een gekochte slavin als je ook een andere vrouw hebt.)
- 74. Wanneer een vrouw verdacht wordt van overspel, dient dit aangepakt worden zoals het in de Thora beschreven staat. (Num. 5:30)
- 75. Degene die de eer van zijn vrouw aantast (denk aan valse beschuldiging over een onrein leven voor haar huwelijk), moet zijn hele leven lang bij deze vrouw blijven. (Deut. 22:19)
- 76. Een man mag niet scheiden van de vrouw die hij schriftelijk beschuldigd heeft van onreinheid voor haar huwelijk. (Deut. 22:19)
- 77. Scheiding mag alleen met officiële scheidingspapieren plaatsvinden. (Deut. 24:1)
- 78. Een man mag niet met zijn ex-vrouw hertrouwen, wanneer zij na de scheiding is hertrouwd. (Deut. 24:4)
- 79. Wanneer een vrouw kinderloos weduwe wordt, mag ze alleen met haar zwager hertrouwen. (Deut. 25:5)
- 80. Trouw de weduwe van je overleden broer wanneer zij kinderloos waren. (Deut. 25:5)
- 81. Wanneer de zwager weigert te trouwen met de weduwe van zijn overleden broer, dient zij vrijgesteld worden van de eerder genoemde zwagerwet. (Deut. 25:7-9)

### Verboden seksuele relaties
- 82. Wek geen lust op bij verwante familieleden, zoals kussen, omhelzen, lonken, wat tot incest kan leiden. (Lev. 18:6)
- 83. Pleeg geen incest met je moeder. (Lev. 18:7)
- 84. Pleeg geen mannelijk geslachtsverkeer met je vader. (Lev. 18:7)
- 85. Pleeg geen incest met de vrouw van je vader. (Lev. 18:8)
- 86. Pleeg geen incest met je zuster. (Lev. 18:9)
- 87. Pleeg geen incest met de dochter van de vrouw van je vader. (Lev. 18:9)
- 88. Pleeg geen incest met de dochter van je zoon. (Lev. 18:10)
- 89. Pleeg geen incest met de dochter van je dochter. (Lev. 18:10)
- 90. Pleeg geen incest met je dochter. (Lev. 18:6)
- 91. Pleeg geen incest met de zuster van je vader. (Lev. 18:12)
- 92. Pleeg geen incest met de zuster van je moeder. (Lev. 18:13)
- 93. Pleeg geen incest met de vrouw van de broer van je vader. (Lev. 18:14)
- 94. Pleeg geen mannelijk geslachtsverkeer met de broer van je vader. (Lev. 18:14)
- 95. Pleeg geen incest met de vrouw van je zoon. (Lev. 18:15)
- 96. Pleeg geen incest met de vrouw van je broer. (Lev. 18:16)
- 97. Pleeg geen incest met de dochter van je vrouw. (Lev. 18:17)
- 98. Pleeg geen incest met de dochter van de zoon van je vrouw. (Lev. 18:17)
- 99. Pleeg geen incest met de dochter van de dochter van je vrouw. (Lev. 18:17)
- 100. Pleeg geen incest met de zuster van je vrouw. (Lev. 18:18)
- 101. Heb geen gemeenschap met een vrouw wanneer zij menstrueert. (Lev. 18:19)
- 102. Heb geen gemeenschap met andermans vrouw. (Lev. 18:20)
- 103. Heb (als man) geen mannelijk geslachtsverkeer met een man. (Lev. 18:22)
- 104. Heb geen gemeenschap met een dier. (Lev. 18:23)
- 105. Geen vrouw mag gemeenschap hebben met een dier. (Lev. 18:23)
- 106. Castreer geen mannetje van wat voor soort, geen man of iemand in het gezin, een wild dier of gevogelte. (Lev. 22:24)

### Tijden en seizoenen
- 107. De viering van de nieuwe maand dient heilig verklaard te worden en de maanden en jaren zullen uitsluitend berekend worden door het Joodse Hoogste Gerechtshof (Sanhedrin). (Ex. 12:2)
- 108. Reis niet op de Sjabbat buiten de grenzen van jouw woongebied. (Ex. 16:29)
- 109. Heilig de Sjabbat. (Ex. 20:8)
- 110. Werk niet op de Sjabbat. (Ex. 20:10)
- 111. Rust op de Sjabbat. (Ex. 23:12; 34:21)
- 112. Vier de verplichte feesten. (Ex. 23:14)
- 113. Geniet van de feesten. (Deut. 16:14)
- 114. Kom op de heiligdommen (synagoge) van de feesten. (Deut. 16:16)
- 115. Zorg ervoor dat alle gist op de vooravond van Pesach uit jouw huis verwijderd is. (Ex. 12:15)
- 116. Rust op de eerste dag van Pesach uit. (Ex. 12:16; Lev. 23:7)
- 117. Werk niet op de eerste dag van Pesach. (Ex. 12:16; Lev. 23:6-7)
- 118. Rust op de zevende dag van Pesach. (Ex. 12:16; Lev. 23:8)
- 119. Werk niet op de zevende dag van Pesach. (Ex. 12:16; Lev. 23:8)
- 120. Eet ongezuurde broden op de eerste nacht van Pesach. (Ex. 12:18)
- 121. In bezit zijn van gist is tijdens alle dagen van Pesach verboden. (Ex. 12:19)
- 122. Eet tijdens Pesach geen voedsel wat gist bevat. (Ex. 12:20)
- 123. Eet tijdens Pesach geen gist. (Ex. 13:3)
- 124. Geen gist mag tijdens Pesach in iemands huis te zien zijn. (Ex. 13:7)
- 125. Praat tijdens de eerste avond van Pesach over de uittocht uit Egypte. (Ex. 13:8)
- 126. Eet geen gist in de middag van de 14e Nisan (maart/april). (Deut. 16:3)
- 127. Tel de 49 dagen tussen Pesach en Sjawoe'ot (Wekenfeest). (Lev. 23:15)
- 128. Rust op Sjawoe’ot. (Lev. 23:21)
- 129. Werk niet op Sjawoe’ot. (Lev. 23:21)
- 130. Rust op het Joods nieuwjaarsfeest (Rosj Hasjana). (Lev. 23:24)
- 131. Werk niet op Rosj Hasjana. (Lev. 23:25)
- 132. Hoor het geluid van de sjofar tijdens Rosj Hasjana. (Num. 29:1)
- 133. Vast op Jom Kipoer (Grote Verzoendag). (Lev. 23:27)
- 134. Eet of drink niet tijdens Jom Kipoer (Lev. 23:29)
- 135. Werk niet tijdens Jom Kipoer. (Lev. 23:31)
- 136. Rust op Jom Kipoer. (Lev. 23:32)
- 137. Rust op de eerste dag van Soekot (Loofhuttenfeest). (Lev. 23:35)
- 138. Werk niet op de eerste dag van Soekot. (Lev. 23:35)
- 139. Rust op de achtste dag van Soekot. (Lev. 23:36)
- 140. Werk niet op Sjemini Atzeret (Vreugde van de Wet, Slotfeest). (Lev. 23:36)
- 141. Neem tijdens Soekot een loelaw met drie verschillende planten. (Lev. 23:40)
- 142. Bewoon zeven dagen van Soekot een loofhut. (Lev. 23:42)

### Spijswetten
- 143. Wees in staat te herkennen welk vee rein of onrein is. (Lev. 11:2)
- 144. Eet geen vlees van onreine dieren. (Lev. 11:4)
- 145. Wees in staat te herkennen welke vissen rein of onrein zijn. (Lev. 11:9)
- 146. Eet geen onreine vis. (Lev. 11:11)
- 147. Wees in staat te herkennen welk gevogelte rein of onrein is. (Deut. 14:11)
- 148. Eet geen onrein gevogelte. (Lev. 11:13)
- 149. Wees in staat te herkennen welke sprinkhanen rein of onrein zijn. (Lev. 11:21)
- 150. Eet geen worm die je tussen het fruit vindt. (Lev. 11:41)
- 151. Eet geen dieren die rondkruipen. (Lev. 11:41-42)
- 152. Eet geen ongedierte. (Lev. 11:44)
- 153. Eet geen dieren die over de grond kruipen. (Lev. 11:43 en 46)
- 154. Eet geen gevleugelde insecten. (Deut. 14:19)
- 155. Eet niet het vlees van verscheurde dieren. (Ex. 22:30)
- 156. Eet niet het vlees van dieren die uit zichzelf zijn gestorven. (Deut. 14:21)
- 157. Slacht het vee, hert en gevogelte volgens de slachtvoorschriften. (Deut. 12:21)
- 158. Eet niet het verwijderde been van een levend dier. (Deut. 12:23)
- 159. Slacht het jong en de ouder niet op dezelfde dag. (Lev. 22:28)
- 160. Neem geen moedervogel en het jong. (Deut. 22:6)
- 161. Wanneer je haar nest leeghaalt, dien je de moedervogel te laten gaan. (Deut. 22:6-7)
- 162. Eet niet het vlees van een gestenigde os. (Ex. 21:28)
- 163. Kook het vlees niet in de melk. Eet geen vlees met melk. (Ex. 23:19, Kook het vlees van een geitebokje niet in de melk van zijn moeder.)
- 164. Eet geen vlees met melk. (Ex. 34:26 en Ex. 23:19, Kook het vlees van een geitebokje niet in de melk van zijn moeder.)
- 165. Eet niet de spier of het bloedvat van een dij. (Gen. 32:32)
- 166. Eet geen talgvet (verboden diervetten). (Lev. 7:23, Eet geen vet van een rund, schaap of geit.)
- 167. Eet geen bloed. (Gen. 9:4; Lev. 7:26, Eet geen bloed, geen bloed van vogels noch bloed van landdieren.)
- 168. Bedek het bloed van de gejaagde dieren. (Lev. 17:13, Bedek het bloed van de gejaagde dieren met droge aarde.)
- 169. Eet en drink niet als een veelvraat en een dronkaard. (Lev. 19:26; Deut. 21:20)

### Zakelijke praktijken
- 170. Handel eerlijk in koop en verkoop. (Lev. 25:14)
- 171. Je mag voor een lening aan een Israëliet geen rente vragen. (Lev. 25:37)
- 172. Koop iets niet met rente. Jouw geldschieter zou tot zonden aangezet kunnen worden. (Deut. 23:20)
- 173. Deel niet mee aan woekerpraktijken tussen de lener en de geldschieter; in dit geval woekeraar, niet als getuige, niet als schrijver die de contracten tussen de lener en de woekeraar. (Ex. 22:24)
- 174. Leen aan arme mensen. (Ex.22:24; Deut. 15:8)
- 175. Eis niet van een arme man dat hij de schuld aflost wanneer jij weet dat hij niet betalen kan. Dwing hem niet. (Ex.22:24)
- 176. Neem geen zaken in onderpand waarmee een persoon zich van eten had kunnen voorzien. (Deut. 24:6)
- 177. Neem niets in onderpand met geweld. (Deut. 24:10)
- 178. Neem niet iets in onderpand wanneer de eigenaar het voorwerp hard nodig heeft. (Deut. 24:12)
- 179. Geef het verpande voorwerp weer aan de eigenaar terug. (Deut. 24:13)
- 180. Neem niets van een weduwe in onderpand. (Deut. 24:17)
- 181. Fraudeer niet tijdens het afwegen van iets. (Lev. 19:35)
- 182. Wees zeker dat jouw gewichten en weegschaal correct zijn. (Lev. 19:36)
- 183. Heb geen onnauwkeurige middelen en gewichten in bezit. (Deut. 25:13-14)

### Werknemers, dienstknechten en slaven
- 184. Heb geen vertraging met het uitbetalen van salarissen. (Lev. 19:13)
- 185. Het is de arbeider toegestaan van de producten die hij gemaaid heeft te eten. (Deut. 23:25-26)
- 186. De arbeider mag niet meer van de door hem gemaaide producten eten dan hij nodig heeft. (Deut. 23:25)
- 187. De arbeider mag niet van de producten eten die nog niet geoogst zijn. (Deut. 23:26)
- 188. Betaal het salaris van de werknemer in de betaalperiode. (Deut. 24:15)
- 189. Ga juridisch met een Hebreeuwse slaaf om in overeenstemming met de eigendomswet. (Ex. 21:2-6)
- 190. Dwing een Hebreeuwse dienstknecht niet het werk van een slaaf te doen (Lev. 25:39)
- 191. Verkoop een Hebreeuwse dienstknecht niet als een slaaf. (Lev. 25:42)
- 192. Ga eerlijk met je Hebreeuwse dienstknecht om. (Lev. 25:43)
- 193. Sta niet toe dat een goy met zijn Hebreeuwse slaaf bruut omgaat. (Lev. 25:53)
- 194. Stuur een vrijgestelde Hebreeuwse slaaf nooit met lege handen weg. (Deut. 15:13)
- 195. Wees vrijgevig wanneer de Hebreeuwse slaaf of slavin is vrijgesteld. (Deut. 15:14)
- 196. Koop een Hebreeuwse slavin die nog maagd is vrij. (Ex. 21:8)
- 197. Verkoop de Hebreeuwse slavin die nog maagd is niet door aan een andere eigenaar. (Ex. 21:8)
- 198. Steun een Hebreeuwse slavin die nog maagd is. (Ex. 21:8-9)
- 199. Behoud een Kanaänitische slaaf voor altijd. (Lev. 25:46)
- 200. Lever geen slaaf uit aan de eigenaar, wanneer de slaaf gevlucht is naar Israël en dus zelf van buiten Israël komt. (Deut. 23:16)
- 201. Doe zo'n slaaf geen onrecht aan. (Deut. 23:17)
- 202. Muilkorf het dier niet wanneer het op het land werkt, zodat het kan eten en ervan kan genieten. (Deut. 25:4)

### Geloften, eden en zweren
- 203. Iemand moet alles doen wat hij uitgesproken heeft. (Deut. 23:24)
- 204. Zweer niet onnodig. (Ex. 20:7)
- 205. Breek geen eed of zweer niet vals. (Lev. 19:12)
- 206. Beslis in het annuleren van een gelofte volgens de reglementen die in de Thora uiteengezet zijn. (Num. 30:2-17)
- 207. Verbreek geen gelofte. (Num. 30:3)
- 208. Zweer alleen bij Zijn Naam. (Deut. 10:20)
- 209. Vertraag niet in het vervullen van geloften, gebrachte geloften of het vrijwillige offeren. (Deut. 23:22)

### De Sabbatjaren en de Jubeljaren
- 210. Laat je land tijdens het Sjabbatjaar (om de 7 jaar) rusten. (Ex. 23:11; Lev. 25:2)
- 211. Tijdens het Sjabbatjaar mag je jouw land niet bewerken. (Lev. 25:2)
- 212. Bezaai je grond tijdens het Sjabbatjaar niet. (Lev. 25:4)
- 213. Werk tijdens het Sjabbatjaar niet aan de bomen. (Lev. 25:5)
- 214. Het is niet toegestaan tijdens het Sjabbatjaar de oogst, die spontaan is opgekomen, te oogsten. (Lev. 25:5)
- 215. Het is niet toegestaan fruit te oogsten. (Lev. 25:5)
- 216. Blaas de sjofar in het Sjabbatjaar. (Lev. 25:9)
- 217. Scheld in het zevende jaar de schuld kwijt aan mensen waaraan jij geleend hebt. (Deut. 15:2)
- 218. Eis geen uitgeleende zaken terug nadat het Sjabbatjaar voorbij is. (Deut. 15:2)
- 219. Schroom niet aan armen uit te lenen, omdat het jaar van de algemene kwijtschelding in zicht is. (Deut. 15:9)
- 220. Verzamel de mensen zodat zij net voor het zevende jaar de Thora kunnen horen. (Deut. 31:12)
- 221. Tel de jaren van het Jubeljaar (Jobel; elke 50e jaar; dus om de 49 jaren) en de cyclussen van de 7 jaren.
- 222. Beschouw het Jubeljaar als een heilig jaar door het land te laten rusten. (Deut. 31:12)
- 223. Tijdens het Jubeljaar mogen de bomen niet bemest worden. Ook aan de bomen zelf mag niet gewerkt worden. (Lev. 25:11)
- 224. Tijdens het Jubeljaar is het niet toegestaan de oogst die spontaan is opgekomen, te oogsten. (Lev. 25:11)
- 225. Er mag tijdens het Jubeljaar geen fruit van de bomen worden geoogst. (Lev. 25:11)
- 226. Geef tijdens het Jubeljaar vroegere grondbezitters het recht hun grond van jou terug te kopen. (Lev. 25:24)

### De rechtbank en juridische procedures
- 227. Wijs in iedere gemeenschap van Israël rechters en verantwoordelijken aan. (Deut. 16:18)
- 228. Je mag geen rechter aanwijzen die de Thora niet goed kent, ook al is hij een specialist in andere punten binnen de juridische zaken. (Deut. 1:17)
- 229. Beslis over koop en verkoop. (Lev. 25:14)
- 230. Oordeel over wettelijke aansprakelijkheid van betaalde opslagruimte. (Ex. 22:9)
- 231. Beslis over zaken als wanneer de ongegronde lener van een voorwerp betrouwbaar is m.b.t. het verlies van het geleende voorwerp. (Ex. 22:13-14)
- 232. Beslis over zaken m.b.t. erfenissen. (Num. 27:8-11)
- 233. Oordeel over zaken als er sprake van schade is van een onbedekte kuil. (Ex. 21:33-34)
- 234. Oordeel over letsels veroorzaakt zijn door van dieren. (Ex. 21:35-36)
- 235. Beslis over schade door het betreden van vee op een verboden terrein. (Ex. 22:4)
- 236. Beslis over schade veroorzaakt door brand. (Ex. 22:5)
- 237. Beslis over schade ondanks de gratis opslagruimte. (Ex. 22:6-7)
- 238. Beslis over andere zaken tussen aanklager en een verdediger. (Ex. 22:8)
- 239. Vloek geen rechter. (Ex. 22:27)
- 240. Degene die over bewijs beschikt, moet getuigen tijdens een rechtszaak. (Lev. 5:1)
- 241. Leg geen valse getuigenis af. (Ex. 20:13)
- 242. Een getuige mag tijdens een moordzaak geen wettelijke regels voorschrijven m.b.t. deze zaak. (Num. 35:30)
- 243. Een misdadiger mag niet getuigen. (Ex. 23:1)
- 244. De rechtbank mag de verklaring van een nabije familielid van de aangeklaagde niet accepteren. (Deut. 24:16)
- 245. Verhoor geen verklaringen van de ene partij, wanneer de andere partij niet aanwezig is. (Ex. 23:1)
- 246. Bestudeer de getuige grondig. (Deut. 13:15)
- 247. Beslis niet over zaak op grond van één getuigenverklaring. (Deut. 19:15)
- 248. Geef de beslissing volgens de meerderheid, wanneer er sprake is van een meningsverschil over gang van zaken tussen de leden van het Sanhedrin (Joodse Gerechtshof). (Ex. 23:2)
- 249. Beslis niet in moordzaken, wanneer er sprake is van een meerderheid die in deze zaak voor de doodstraf gestemd heeft door toedoen van één persoon. (Ex. 23:2)
- 250. Tijdens een moordzaak mag degene die eerst voor een vrijspraak pleitte, achteraf niet discussiëren om toch de doodstraf ten uitvoer te laten brengen. (Ex. 23:2)
- 251. Behandel de partijen in de procedures gelijk en onpartijdig. (Lev. 19:15)
- 252. Je mag niet rechtspreken met zondige beslissingen. (Lev. 19:15)
- 253. Trek geen machtige mensen voor die een zaak proberen te maken. (Lev. 19:15)
- 254. Laat je niet omkopen. (Ex. 23:8)
- 255. Wees niet bang voor slechte mensen wanneer ze een zaak proberen te maken. (Deut. 1:17)
- 256. Raak niet emotioneel betrokken wanneer degene, die een zaak probeert te maken, arm is. (Ex. 23:3; Lev. 19:15)
- 257. Verdraai niet het recht van vreemdelingen of wezen. (Deut. 24:17)
- 258. Verdraai niet het recht van een zondaar. (Ex. 23:6)
- 259. Spreek geen recht op grond van meningen, maar alleen op grond van minimaal twee ooggetuigen. (Ex. 23:7)
- 260. Niemand mag ter dood worden gebracht zonder een eerlijke rechtszaak. (Num. 35:12)
- 261. Erken ieder Hoog Rechtshof van Israël. (Deut. 17:11)
- 262. Rebelleer niet tegen de regels van het Gerechtshof. (Deut. 17:11)

### Letsels en schade
- 263. Breng op het dakterras een hek aan. (Deut. 22:8)
- 264. Laat iets niet onbeheerd achter waar iemand zich aan kan bezeren. (Deut. 22:8)
- 265. Spaar het leven van een aangevallene, ook al kan dit ten koste van de aanvaller gaan. (Deut. 25:12)
- 266. Spaar de aanvaller niet, omdat hij moet sneuvelen voordat hij de aangevallene bereikt en een 2e slachtoffer bereikt of stel zijn naaktheid. (Deut. 25:12)

### Eigendom en eigendomsrecht
- 267. Verkoop in Israël een land nooit voor altijd. (Lev. 25:23)
- 268. Verander niet het natuur van een open land of veld (betreffende de steden) van de Levieten; verkoop het niet voor altijd, want het kan altijd losgekocht worden. (Lev. 25:34)
- 269. Wanneer iemand een huis verkoopt in een ommuurde stad, dan heeft hij tot een vol jaar na de verkoopdatum het recht om dat terug te kopen. (Lev. 25:29)
- 270. Verwijder geen grenspalen (omheining van een stuk eigendom). (Deut. 19:14)
- 271. Zweer niet op een valse manier wanneer je iets ontkent m.b.t. iemands eigendomsrecht. (Lev. 19:11)
- 272. Ontken niet op een oneerlijke wijze m.b.t iemands eigendomsrecht. (Lev. 19:11)
- 273. Vestig je nooit in Egypte. (Deut. 17:16)
- 274. Steel geen andermans eigendommen. (Lev. 19:11)
- 275. Breng gestolen goederen terug naar de eigenaar. (Lev.5:23/Lev.6:2)
- 276. Breng verloren goederen terug naar de eigenaar. (Deut. 22:1)
- 277. Druk geen gevonden goederen achterover. (Deut. 22:3)

### Strafrecht en schadeloosstelling
- 278. Sla geen onschuldige dood. (Ex. 20:13)
- 279. Ontvoer geen persoon die tot Israël behoort. (Ex. 20:13)
- 280. Beroof niemand met geweld. (Lev. 19:13)
- 281. Bedrieg niet. (Lev. 19:13)
- 282. Laat andermans eigendom je niet misleiden. (Ex. 20:14)
- 283. Benijdt niet wat van een ander is. (Deut. 5:18)
- 284. Geef niet toe aan kwade blikken en gedachten. (Num. 15:39)
- 285. De doodstraf die het Hof laat uitvoeren, zal door onthoofding uitgevoerd worden. (Ex. 21:20; Lev. 26:25)
- 286. De doodstraf die het Hof uit laat voeren, zal door wurging uitgevoerd worden. (Lev. 20:10)
- 287. De doodstraf die het Hof uit laat voeren, zal door de brandstapel uitgevoerd worden. (Lev. 20:14)
- 288. De doodstraf die het Hof uit laat voeren, zal door steniging uitgevoerd worden. (Deut. 22:24)
- 289. Het lichaam van de terechtgestelde dient publiekelijk opgehangen te worden. (Deut. 21:22)
- 290. Het lichaam van de terechtgestelde mag 's nachts niet blijven hangen. (Deut. 21:23)
- 291. Het lichaam van de terechtgestelde dient dezelfde dag nog worden te begraven. (Deut. 21:23)
- 292. Accepteer geen losgeld van een moordenaar. (Num. 35:31)
- 293. Verban degene die per ongeluk een moord heeft gepleegd. (doodslag) (Num. 35:25)
- 294. Richt 6 steden op als schuilplaats voor degenen die per ongeluk een moord begaan hebben. (Deut. 19:3)
- 295. Accepteer geen geld van degene die doodslag op zijn naam heeft staan, zodat hij dan van zijn banning vrijkomt. (Num. 35:32)
- 296. Breek de nek van het vaarskalf zoals het staat voorgeschreven. Dit gebeurt wanneer er in een open veld een moord is gepleegd en de dader onvindbaar is. (Deut. 21:4)
- 297. Ploeg en bezaai het veld waar de nek van het kalf is gebroken niet. (Deut. 21:4)
- 298. De dief dient compensatie te betalen en in bepaalde gevallen (denk b.v. aan ontvoering) de doodstraf. (Ex. 21:16; Ex. 21:37; Ex. 22:1)
- 299. Degene die de lichamelijke letsel toedient, moet een geldelijke compensatie betalen. (Ex. 21:18-19)
- 300. Leg een straf op van 50 sjekel (Israëlische munt) op de verleider of een onoprechte maagd. (Ex. 22:15-16)
- 301. De verleider dient met haar te trouwen. (Deut. 22:28-29)
- 302. Degene die een jonge vrouw verkracht, dient met haar te trouwen volgens de regels die daarvoor opgelegd zijn. Hij zal nooit van haar scheiden. (Deut. 22:29)
- 303. Leg op de Sjabbat geen straf op. (Ex. 35:3)
- 304. Gevaarlijke en boosaardige mensen dienen stokslagen te krijgen. (Deut. 25:2)
- 305. Overschrijd het aantal door de wet vastgestelde stokslagen niet. Bij twijfel, sla niemand. (Deut. 25:3) (CCN43)
- 306. Spaar de overtreder niet met de voorgeschreven straffen. (Deut. 19:13)
- 307. Geef de valse getuige dezelfde straf als de veroordeelde. (Deut. 19:19)
- 308. Bestraf niet degene die onder dwang een overtreding begaan heeft. (Deut. 22:26)

### Profetieën
- 309. Schenk aandacht aan iedere profetie in iedere generatie die niet weglaat of toevoegt aan de Thora. (Deut. 18:15)
- 310. Geef geen valse profetieën. (Deut. 18:20)
- 311. Onthoud je niet om een valse profeet ter dood te veroordelen en vrees hem niet. (Deut. 18:22)

### Afgoderij, afgodendienaars en toepassing van afgoderij
- 312. Maak geen afbeelding van een afgod. (Ex. 20:4)
- 313. Maak geen gestalte, noch versiering, ook al worden ze niet aanbeden. (Ex. 20:20)
- 314. Maak geen afgoden, ook al is het niet voor jezelf. (Ex. 34:17; Lev. 19:4)
- 315. Maak geen gebruik van versieringen of enige object die bedoeld zijn voor afgoderij. (Deut. 7:25)
- 316. Maak geen gebruik van een afgod of accessoires, offeranden of plengingen. (Deut. 7:26)
- 317. Drink niet de wijn van afgodendienaars. (Deut. 32:38)
- 318. Aanbid geen afgod zoals het oorspronkelijk verafgood wordt. (Ex. 20:5)
- 319. Buig niet voor een afgod in aanbidding neer, ook al is het niet bedoeld om deze te verafgoden. (Ex. 20:5)
- 320. Profeteer niet in de naam van een afgod. (Ex. 23:13; Deut. 18:20)
- 321. Luister niet naar degene die namens een afgod profeteert. (Deut. 13:4)
- 322. Breng de kinderen van Israël niet op een dwaalspoor tot afgoderij. (Ex. 23:13)
- 323. Verleid geen Israëliet tot afgoderij. (Deut. 13:12)
- 324. Vernietig afgoden en de attributen. (Deut. 12:2-3)
- 325. Houd niet van de verleider van afgoderij. (Deut. 13:9)
- 326. Blijf de verleider van afgoderij haten. (Deut. 13:9)
- 327. Spaar de verleider van afgoderij niet en breng hem ter dood, maar zie toe op zijn executie. (Deut. 13:9)
- 328. Degene die misleid is door de verleider van afgoderij, zal de vrijspraak van de misleider niet aanmoedigen. (Deut. 13:9)
- 329. Degene die misleid is, mag geen bewijs onthouden m.b.t. de schuld van de verleider. (Deut. 13:9)
- 330. Zweer niet in de naam van een afgod of zijn/haar afgodendienaars of veroorzaak dit niet. (Ex. 23:13)
- 331. Wek geen interesse voor afgoderij. (Lev. 19:4)
- 332. Neem geen instituten van afgodendienaars aan, noch hun gewoonten. (Lev. 18:3; Lev. 20:23)
- 333. Laat geen kind door het vuur van Molech wandelen. (Lev. 18:21)
- 334. Laat geen mensen leven die aan toverpraktijken doen. (Ex. 22:18)
- 335. Praktiseer geen astrologie, noch het observeren van tijden en seizoenen in die mate dat men een bepaalde tijd of seizoen aanmoedigt of ontmoedigt. (Lev. 19:26)
- 336. Doe geen dingen die gebaseerd zijn op tekenen en voortekenen, noch het gebruiken van talismannen, toverij en bezweringen. (Lev. 19:26)
- 337. Vraag geen geesten om raad. (Lev. 19:31)
- 338. Vraag geen raad aan tovenaars. (Lev. 19:31)
- 339. Maak geen gebruik van occulte objecten. (Deut. 18:10)
- 340. Praktiseer geen magie. (Deut. 18:10)
- 341. Praktiseer geen betoveringen over slangen en schorpioenen. (Deut. 18:11)
- 342. Informeer niet naar een geest. (Deut. 18:11)
- 343. Zoek geen contact met de doden. (Deut. 18:11)
- 344. Informeer niet naar een tovenaar. (Deut. 18:11)
- 345. Haal niet je gehele baard af, zoals de afgodendienaars. (Lev. 19:27)
- 346. Scheer de rand van je hoofdhaar, zoals de priesters van afgoden dit doen, niet af. (Lev. 19:27)
- 347. Snijd niet in jezelf, maak geen inkepingen in andermans vlees, uit verdriet, zoals de afgodendienaars dat doen. (Lev. 19:28; Deut. 14:1)
- 348. Tatoeëer jezelf niet, zoals afgodendienaars dat doen. (Lev. 19:28)
- 349. Maak geen kale plek ter ere van een dode. (Deut. 14:1)
- 350. Plant geen bomen voor aanbidding. (Deut. 16:21)
- 351. Zet geen paal op voor aanbidding. (Deut. 16:22)
- 352. Sluit geen vriendschap met afgodendienaars. (Deut. 7:2)
- 353. Sluit geen verbond af met de zeven afgodische, Kanaänitische landen. (Ex. 23:32; Deut. 7:2)
- 354. Laat geen afgodendienaars in ons land vestigen. (Ex. 23:33)
- 355. Dood bewoners van steden die afgodisch zijn geworden en verbrand deze stad. (Deut. 13:16-17)
- 356. Herbouw nooit een stad die eens verleid was door afgoderij. (Deut. 13:17)
- 357. Maak geen gebruik van het bezit van de stad die verleid werd in afgoderij. (Deut. 13:18)

### Landbouw en het houden van dieren
- 358. Kruis het vee niet met andere soorten dieren. In de Talmoed vallen vogels ook onder dit gebod. (Lev. 19:19)
- 359. Zaai geen verschillende zaden in één veld. (Lev. 19:19)
- 360. Eet na het planten van een boom de eerste 3 jaar daar geen fruit van. (Lev. 19:23)
- 361. Het fruit van fruit voortbrengende bomen zijn in het vierde jaar na het planten heilig als de 2e tienden en zal in Jeruzalem opgegeten moeten worden. (Lev. 19:24)
- 362. Plant geen graan of kruiden in een wijngaard. (Deut. 22:9)
- 363. Eet geen andere gewassen uit de wijngaard. (Deut. 22:9)
- 364. Laat geen verschillende dieren onder één juk samenwerken. (Deut. 22:10)

### Kleding
- 365. Een man mag geen vrouwenkleding dragen. (Deut. 22:5)
- 366. Een vrouw mag geen mannenkleding dragen. (Deut. 22:5)
- 367. Draag geen kleren die zowel van wol als van linnen gemaakt zijn. (Deut. 22:11)

### Eerstgeborene
- 368. Koop de eerstgeboren man altijd vrij. (Ex. 13:13; Ex. 34:20; Num. 18:15)
- 369. Koop de eersteling van een ezel vrij. (Ex. 13:13; Ex. 34:20)
- 370. Breek de nek van de eersteling van een ezel, wanneer hij niet is vrijgekocht. (Ex. 13:13; Ex. 34:20)
- 371. Koop de eersteling van een rein dier niet vrij. (Num. 18:17)

### Priesters en Levieten
- 372. De priesters moeten voor hun bediening priesterlijke gewaden dragen. (Ex. 28:2)
- 373. Je mag het gewaad van de Hogepriester nooit verscheuren. (Ex. 28:32)
- 374. De priester mag niet altijd het Heiligdom betreden. Denk aan de momenten dat hij niet in zijn bediening staat. (Lev. 16:2)
- 375. Een gewone priester mag geen lijk aanraken, tenzij het naaste verwanten zijn. (Lev. 21:1-3)
- 376. De gewone priesters moeten het lijk van hun naaste verwanten wel aanraken, bij de begrafenis aanwezig zijn en ze moeten net als de gewone Israëliërs treuren om hun dood. (Lev. 21:3)
- 377. Wanneer de priester die dag zich onderdompelt, mag hij pas na zonsondergang het Heiligdom betreden. (Lev. 21:6)
- 378. Een priester mag niet met een gescheiden vrouw trouwen. (Lev. 21:7)
- 379. Een priester mag niet met een prostituee trouwen. (Lev. 21:7)
- 380. Een priester mag niet met een onteerde vrouw trouwen. (Lev. 21:7)
- 381. Eer de priester en geef hem voorrang in alle dingen die heilig zijn. (Lev. 21:8)
- 382. De hogepriester mag geen lijk aanraken, ook al zijn het naaste verwanten. (Lev. 21:11)
- 383. Een hogepriester mag niet onder 1 dak verkeren waar een lijk ligt. (Lev. 21:11)
- 384. Een hogepriester moet met een maagd trouwen. (Lev. 21:13)
- 385. Een hogepriester mag niet met een weduwe trouwen. (Lev. 21:14)
- 386. Een hogepriester mag niet samenwonen met een weduwe, ook niet platonisch. Op dat moment zou de hogepriester haar onteren. (Lev. 21:15)
- 387. Iemand met een fysiek gebrek mag niet in het Heiligdom dienen. (Lev. 21:17)
- 388. Een priester met een tijdelijk fysiek gebrek mag tijdelijk niet in het Heiligdom dienen. (Lev. 21:21)
- 389. Een persoon met een fysiek gebrek mag bij het Heiligdom niet verder komen dan het altaar. (Lev. 21:23)
- 390. Een onreine priester mag niet in het Heiligdom dienen. (Lev. 22:2-3)
- 391. De onreine moet uit de binnenplaats van Zijn Glorie verwijderd worden. Dat is dus uit het Heiligdom.
- 392. De priester die onrein is, mag de binnenplaats van het Heiligdom niet betreden. (Num. 5:2-3).
- 393. De priester zal Israël zegenen. (Num. 6:23)
- 394. Zet een portie deeg voor de priester apart. (Num. 15:20)
- 395. De Levieten mogen zich niet met werkzaamheden bezighouden die uitsluitend voor de priester bedoeld zijn. De priester mag zich niet met werkzaamheden bezighouden die uitsluitend voor de Levieten bedoeld zijn. (Num. 18:3)
- 396. Mensen die niet van Aäron afstammen, mogen niet dienen in het Heiligdom. (Num. 18:4-7)
- 397. De Levieten zullen in het Heiligdom dienen. (Num. 18:23)
- 398. Geef de Levieten steden om erin te wonen. Deze steden dienen ook als schuilplaats. (Num. 35:2)
- 399. Niemand uit de stam van Levi zal een deel van het land van Israël ontvangen. (Deut. 18:1)
- 400. Niemand uit de stam van Levi mag delen in het veroverde land van Israël. (Deut. 18:1)
- 401. De priesters zullen het Heiligdom per afdeling dienen, maar tijdens feesten zullen zij tegelijk dienen. (Deut. 18:6-8)

### Offers, tienden en belasting
- 402. Een onbesneden persoon mag niet van de offergaven eten, dit geldt ook voor andere heilige zaken. (Ex. 12:44-45 en Lev. 22:10)
- 403. verander niets aan de volgorde van de gescheiden offers en tienden. De volgorde is: het eerste oogst, dan de offergaven, dan de eerste tienden en als laatste de tweede tienden. (Ex. 22:28)
- 404. Geef een halve sjekel per jaar als bijdrage voor het Heiligdom. (Ex. 30:13)
- 405. Een onreine priester mag niet van de offeranden eten. (Lev. 22:3-4)
- 406. Mensen die geen priester zijn, de vrouw en de ongetrouwde dochter van de priester mogen niet van de offeranden eten. (Lev. 22:10)
- 407. Gasten van de priester of zijn bedienden mogen niet van de offeranden eten. (Lev. 22:10)
- 408. Eet niet van de offeranden en tienden die nog niet gescheiden zijn. (Lev. 22:15)
- 409. Zet een tiende van wat je produceert apart. (Lev. 27:30; Num. 18:24)
- 410. Bij het tellen van je vee, dien je een tiende apart te zetten. (Lev. 27:32)
- 411. Je mag van de tienden niets verkopen. (Lev. 27:32-33)
- 412. De Levieten moeten een tiende van de tienden, die zij van de Israëlieten hebben ontvangen, apart zetten en deze aan de priesters geven. (Num. 18:26)
- 413. Eet niet van de tweede tienden van de graanproducten buiten Jeruzalem. (Deut. 12:17)
- 414. Consumeer niet van de tweede tienden van de wijnoogst buiten Jeruzalem. (Deut. 12:17)
- 415. Consumeer niet van de tweede tienden van de olie buiten Jeruzalem. (Deut. 12:17)
- 416. Verlaat de Levieten niet (Deut. 12:19) maar hun contributie moet aan hen gegeven worden, zodat ze mee mogen genieten met de feesten. Mogelijk werd dit opgedragen vanwege het feit dat Levieten geen eigen landerijen en wijngaarden bezaten. Hierdoor was het voor hen onmogelijk een tiende te schenken aan het Heiligdom.
- 417. Zet de tweede tienden apart, 2e, 4e en 5e jaar van de Sjabbatcyclus en deze kan door de eigenaar in Jeruzalem worden gegeten. Tegenwoordig wordt het apart gezet, maar niet in Jeruzalem gegeten. (Deut. 14:22)
- 418. Zet in het 3e en het 6e jaar van de Sjabbatcyclus voor de armen de tweede tienden apart. Tegenwoordig wordt het apart gezet, maar het is niet meer verplicht deze aan de armen te schenken. (Deut. 14:28-29)
- 419. Geef de priester het verschuldigde deel van de karkassen van het vee. (Deut. 18:3) (CCP 51).
- 420. Geef de eerste vacht aan de priester. (Deut. 18:4)
- 421. Zet een kleine deel van je graan, wijn en olie (t'rumah g'dolah) voor de priester apart. (Deut. 18:4) (CCI11).
- 422. Geef niets van je eetbare producten van de tweede tienden uit (Deut. 26:14). Alles wat buiten de voeding valt, komt terug in het zinnetje 'een dode gegeven'.
- 423. Wanneer je onrein bent, mag je niets van de tweede tienden eten, totdat de tienden losgekocht zijn. (Deut. 26:14)
- 424. Eet niet van de tweede tienden wanneer je rouwt om een gestorvene. (Deut. 26:14)
- 425. Maak een verklaring wanneer de 2e tienden naar het Heiligdom brengt. (Deut. 26:13) (CCI17).[bron?]

### De Tempel, het Heiligdom en de Heilige voorwerpen
- 426. Bouw geen altaren van omgekapt steen. (Ex. 20:22; Christelijke Bijbel: Ex.20:23)
- 427. Bestijg de altaren niet met trappen. (Ex. 20:23; Christelijke Bijbel: Ex. 20:26)
- 428. Bouw het Heiligdom. (Ex. 25:8)
- 429. Verwijder de (draag)stokken niet van de Heilige Ark. (Ex. 25:15)
- 430. Zet voor de Sjabbat de offerbroden en de wierook voor de Here klaar. (Ex. 25:30)
- 431. Steek de kandelaren in het Heiligdom aan. (Ex. 27:21).
- 432. De borstplaat mag niet van de efod (priestergewaad) losraken. (Ex. 28:28)
- 433. Offer twee keer per dag wierook. (Ex. 30:7)
- 434. Offer geen vreemde geuren of offers op het gouden altaar. (Ex. 30:9)
- 435. De priester moet zijn handen en voeten wassen voordat hij met zijn bediening begint. (Ex. 30:19)
- 436. Maak de zalfolie klaar en zalf daarmee de Hogepriesters en koningen. (Ex. 30:31)
- 437. Vermeng deze zalfolie, met de speciale formule, niet voor normaal gebruik. (Ex. 30:32-33) (CCN145).
- 438. Zalf geen vreemdeling met deze zalfolie. (Ex. 30:32)
- 439. Vermeng geen andere ingrediënten voor de wierook. (Ex. 30:37) (CCN146)
- 440. Degene die fouten maakt in het handelen van heilige zaken, zal moeten betalen plus een boete van 20% naar waarde van de betaling van zijn schadeloosstelling. (Lev. 5:16)
- 441. Haal de as van het altaar af. (Lev. 6:10)
- 442. Het vuur op het altaar van het brandoffer moet altijd branden. (Lev. 6:12, 13)
- 443. Blus het vuur op het altaar niet. (Lev. 6:12, 13)
- 444. De priester mag niet met slordig haar het Heiligdom betreden. (Lev. 10:6)
- 445. De priester mag niet met verscheurde kleding het Heiligdom betreden. (Lev. 10:6)
- 446. Tijdens de dienst mag de priester het binnenhof van het Heiligdom niet verlaten. (Lev. 10:7)
- 447. Een dronkaard mag het Heiligdom niet betreden. Ook het maken van beslissingen m.b.t. de Wet is verboden. (Lev. 10:9-11)
- 448. Vereer het Heiligdom (Lev. 19:30) (tegenwoordig heeft dit betrekking op de synagogen). (CCP 18)
- 449. Wanneer de Ark gedragen wordt, moet Hij op de schouders gedragen worden. (Num. 7:9)
- 450. Voer de tweede Pesach uit (wanneer iemand door omstandigheden geen Pesach kon vieren). (Num. 9:11)
- 451. Eet het vlees op de tweede Pesach van het Paaslam met ongezuurde broden (matses) en bittere kruiden. (Num. 9:11)
- 452. De volgende morgen mag er niets van het vlees van het paaslam over zijn. (Num. 9:12)
- 453. Breek op de tweede Pesach niet een bot van het paaslam. (Num. 9:12)
- 454. Blaas trompetten tijdens het offeren in tijden van gevaar. (Num. 10:9-10)
- 455. Bewaak continu het gebouw (van het Heiligdom). (Num. 18:2)
- 456. Laat niet toe dat het Heiligdom onbewaakt achterblijft. (Num. 18:5)
- 457. Het offer moet gebracht worden door degene die een fout heeft gemaakt ten opzichte van heilige zaken of heeft gestolen, of degene die zich zinnelijk thuis voelde bij een bond-maagd (waarschijnlijk een meisje dat uitgehuwelijkt is) of een ontkenning/tegenspraak, terwijl de waarheid het tegengestelde is en ondertussen zwoer hij om zijn ontkenning te onderstrepen. Dit offer heet het schuldoffer voor een bekende overtreding.
- 458. Vernietig niets van het Heiligdom of synagogen of leerhuizen. Wis de Heilige Namen niet uit of wis geen heilige inscripties uit. (Deut. 12:2-4)

### Opofferingen en offers
- 459. Biedt de eerstelingen van de reine dieren aan en offer ze. (Ex. 13:2; Deut. 15:19)
- 460. Slacht het Paaslam. (Ex. 12:6).
- 461. Eet het vlees van het Paasoffer in de nacht van de 14e dag van de maand. (Ex. 12:8)
- 462. Eet geen rauw of gekookt vlees van het Paaslam. (Ex. 12:9)
- 463. Laat de volgende morgen niets van het vlees van het Paaslam over. (Ex. 12:10)
- 464. Geef geen vlees van het Paaslam aan een verraderlijke/afvallige Israëliet. (Ex. 12:43)
- 465. Geef geen vlees van het Paaslam aan een vreemdeling die onder jullie leeft. (Ex. 12:45)
- 466. Neem niets van het vlees van het Paaslam uit de gemeenschap waaraan het toegediend zou worden. (Ex. 12:46)
- 467. Breek niet een been van het Paaslam. (Ex. 12:46)
- 468. Een onbesneden man mag niet van het Paaslam eten. (Ex. 12:48)
- 469. Slacht geen Paaslam wanneer er een zuurdeeg in huis is. (Ex. 23:18; Ex. 24:25)
- 470. Laat de volgende morgen geen resten van het Paaslam over, die opgeofferd dienden te worden. (Ex. 23:18; Ex. 24:25)
- 471. Kom niet naar het Heiligdom om een feest te vieren zonder een offer mee te brengen. (Ex. 23:15)
- 472. Breng de 1e oogst naar het Heiligdom. (Ex. 23:19)
- 473. Het vlees van het schuld- en zondoffer moet gegeten worden. (Ex. 29:33)
- 474. Iemand die geen afstammeling van Aäron is, mag niet van het vlees van de heilige offeranden eten. (Ex. 29:33)
- 475. Ga de procedure voor het brandoffer nauwkeurig na. (Lev. 1:3)
- 476. Ga de procedure van het meeloffer nauwkeurig na. (Lev. 2:1)
- 477. Offer geen honing of desemen (gist). (Lev. 2:11)
- 478. Ieder offer dient gezouten te worden. (Lev. 2:13)
- 479. Offer niets ongezouten op. (Lev. 2:13)
- 480. Wanneer het Gerechtshof m.b.t. de Justitiële verklaring in gebreke is geweest, dient zij een offer te brengen. (Lev. 4:13)
- 481. Een persoon die gezondigd heeft, zoals een misstap, een ontheiliging of degene die gestraft is met een uitsluiting, moet een zondoffer brengen. (Lev. 4:27-28)
- 482. Offer een gevarieerd offer naar de maatstaven iemand kan opbrengen. (Lev. 5:7)
- 483. Je mag het hoofdje van een gevogelte, als zondoffer, niet van zijn lijfje scheiden. (Lev. 5:8)
- 484. Sprenkel geen olijfolie op het zondoffer dat uit meel bereid is. (Lev. 5:11)
- 485. Leg geen wierook bij het zondoffer, dat uit meel bereid is, neer. (Lev. 5:11)
- 486. Een persoon die twijfelt of hij gezondigd heeft, dient een zondoffer aan te bieden. Dit is het schuldoffer voor twijfelachtige zonden. (Lev. 5:17-19)
- 487. De resten van het meeloffer dient opgegeten te worden. (Lev. 6:9; Lev.6:16)
- 488. De resten van het meeloffer mag niet gegist worden. (Lev. 6:10)
- 489. De Hoge priester zal dagelijks een meeloffer brengen. (Lev. 6:13)
- 490. Eet niet van het meeloffer dat door de priesters gebracht is. (Lev. 6:16)
- 491. Ga de procedure voor het zondoffer na. (Lev. 6:18)
- 492. Eet niet het vlees dat als zondoffer dient, waarvan het bloed binnen in het Heiligdom is gebracht en richting het Voorhangsel gesprenkeld is. (Lev. 6:23; Lev. 6:30)
- 493. Ga de procedure voor het schuldoffer na (Lev. 7:1)
- 494. Ga de procedure voor het vredeoffer na. (Lev. 7:11)
- 495. Verband het resterende het vlees van het heilige offer. (Lev. 7:17)
- 496. Wanneer de afgesproken tijd van het eten van dat offer verstreken is (Lev. 7:18), mag je niet van die resten eten. De straf is uitsluiting.
- 497. Eet niet van heilige zaken dat onrein is geworden. (Lev. 7:19)
- 498. Verbrand het vlees van het heilige offer dat onrein is geworden. (Lev. 7:19)
- 499. Een onrein persoon mag niet van heilige zaken eten. (Lev. 7:20)
- 500. Een ontheiligde dochter van een priester mag niet van heilige zaken eten, mag niet offeren, noch de borst, noch de schouder van het vredeoffer. (Lev. 10:14, Lev. 22:12)
- 501. Een pas bevallen vrouw zal pas offeren wanneer ze weer rein is. (Lev. 12:6)
- 502. Een lepralijder (melaatse) zal pas offeren wanneer hij/zij gewassen is. (Lev. 14:10)
- 503. Wanneer een man aan een kwaal lijdt, zal pas offeren wanneer hij van zijn kwaal is schoon gewassen. (Lev. 15:13-15)
- 504. Wanneer een vrouw aan een kwaal lijdt, zal zij weer offeren wanneer zij van haar kwaal schoon gewassen is. (Lev. 15:28-30)
- 505. Let, tijdens het vastgestelde dag van de Jom Kipoer (Grote Verzoendag), op de offers, de bekentenissen, het wegzenden van de zondebok, enz. (Lev. 16:3-34)
- 506. Slacht buiten het Heiligdom geen dieren die apart gezet zijn voor offers. (Lev. 17:3-4)
- 507. Eet niet van het vlees van het offer dat na het tijdstip van het eten nog over is. (Lev. 19:8)
- 508. Offer op het altaar geen gebrekkig vee (Lev. 22:20). Zulke dieren mogen in geen geval apart gezet worden voor offers.
- 509. Ieder dier dat geofferd dient te worden, zal smetteloos (zonder gebrek) zijn. (Lev. 22:21)
- 510. Zet geen gebrekkig dier bij ongebrekkige dieren die apart gesteld zijn voor het offeren. (Lev. 22:21)
- 511. Slacht geen gebrekkige dieren om te offeren. (Lev. 22:22)
- 512. Verbrand op het altaar geen ontlede dieren met een gebrek. (Lev. 22:22)
- 513. Sprenkel geen bloed van een gebrekkig dier op het altaar. (Lev. 22:24)
- 514. Offer geen gebrekkige dieren die afkomstig zijn van de heidenen. (Lev. 22:25)
- 515. Het offeren van dieren kan alleen plaatsvinden wanneer het dier minimaal 8 dagen oud is. (Lev. 22:27)
- 516. Laat geen vlees van het dankoffer tot de volgende morgen op het altaar liggen. (Lev. 22:30)
- 517. Offer het maaloffer van de Omer en een lam (zie mitswa 127) op de morgen na de 1e dag na Pesach. (Lev. 23:10)
- 518. Eet niet van het brood dat gemaakt is van het nieuwe graan of de nieuwe gerst van vóór de Omer, dat geofferd is op de 2e dag van de Pesach. (Lev. 23:14)
- 519. Eet geen geroosterde korrels van nieuwe graan of graanproducten van voor die tijd. (Lev. 23:14)
- 520. Eet geen graankorrel van het nieuwe graan van voor die tijd. (Lev. 23:14)
- 521. Breng de broden samen met de rest van de offers die in aaneengesloten geofferd dienen te worden (de eerstelingen) (Lev. 23:17-20). Pinksteren/Wekenfeest valt in de periode van de Omer.
- 522. Breng een extra offer met Pesach. (Lev. 23:36)
- 523. Wanneer iemand een gelofte aflegt, naar zijn schatting van personen voor de Heere, moet geld naar waarde die in het Schrift opgetekend staan betaald worden (Lev. 27:2-9)
- 524. Wanneer je een offerdier verwisselt met een ander dier, komen beide dieren de Heere toe. (Lev. 27:10)
- 525. Wissel niet een apart gezet dier voor het offer met een ander dier. (Lev. 27:10)
- 526. Wanneer iemand een gelofte aflegt m.b.t. een onrein dier, zal hij de waarde van dat dier betalen. (Lev. 27:11-13)
- 527. Wanneer iemand een gelofte aflegt m.b.t. zijn huis (zijn huis heiligen), zal hij een bedrag betalen die door de priester wordt vastgesteld. (Lev. 27:11-14)
- 528. Wanneer iemand een deel van zijn grondbezit de Heere heiligt, zal hij naar schatting het bedrag betalen die in het Schrift staat voorgeschreven.
- 529. Breng een offerdier dat apart gezet is voor het ene offer niet over naar een andere onderverdeling van een ander soort offer. (Lev. 27:26)
- 530. Considereer wat je aan bezit opdraagt aan de Heere en wat de priester toebehoort. (Lev. 27:28)
- 531. Verkoop geen veld dat opgedragen is aan de Heere. (Lev. 27:28)
- 532. Koop geen veld los dat toegewijd is aan de Heere. (Lev. 27:28)
- 533. Beken ten overstaande van de Heere iedere zonde die je gepleegd hebt wanneer je een offer brengt. (Num. 5:6-7)
- 534. Wanneer een vrouw verdacht wordt van overspel, mag aan het meeloffer geen olie toegevoegd worden. (Num. 5:15)
- 535. Leg daar ook geen wierook bij. (Num. 5:15)
- 536. Breng het dagelijkse brandoffer van 2 lammeren. (Num. 28:3)
- 537. Breng iedere sjabbat een extra offer van 2 lammeren. (Num. 28:9)
- 538. Breng iedere nieuwe maan een extra offer (Num. 28:11)
- 539. Breng een extra offer met Sjavoeot. (Num. 28:26-27)
- 540. Breng een extra offer met Rosj Hasjana. (Num. 29:1-6)
- 541. Breng een extra offer met Jom Kipoer. (Num. 29:7-8)
- 542. Breng een extra offer met Soekot. (Num. 29:12-34)
- 543. Breng een extra offer om met de Heere te verzoenen (het Slotfeest). (Num. 29:35-38)
- 544. Breng op het eerste feest alle offers, vrijwillig of verplicht, nadat het moment dat zij werden ingesteld. (Deut. 12:5-6)
- 545. Offer niet buiten het Heiligdom. (Deut. 12:13)
- 546. Offer alle offers in het Heiligdom op. (Deut. 12:14)
- 547. Wanneer het vee dat apart gezet is voor het offeren niet geschikt blijkt te zijn, mag men het loskopen en iedereen mag ervan eten. (Deut. 12:15)
- 548. Buiten Jeruzalem mag de gebrekloze eersteling niet gegeten worden. (Deut. 12:17)
- 549. Eet geen vlees van het brandoffer. (Deut. 12:17) Dit gebod geldt voor de overtreder. Hij mag niets van de heilige zaken genieten. Als hij dat toch doet, begaat hij een overtreding.
- 550. De priesters mogen buiten de binnenplaats van het Heiligdom niet van het vlees van het zond- of schuldoffer eten. (Deut. 12:17)
- 551. Voor het sprenkelen van het bloed op het altaar, mag men niet van de tweederangs heilige vleesoffers eten. (Deut. 12:17)
- 552. De priester mag niet van de eerstelingen eten voordat hij ze getoond heeft op de binnenplaats voor het Heiligdom. (Deut. 12:17 en 18)
- 553. Neem de moeite om de offers van buiten het land van Israël naar het Heiligdom te brengen. (Deut. 12:26)
- 554. Wanneer dieren die apart gezet zijn om te offeren, met opzet gebrekkig zijn gemaakt, mag men niet van dat vlees eten. (Deut. 14:3)
- 555. Werk niet met de voor het offer apart gezette dieren. (Deut. 15:19)
- 556. Scheer de vacht van de dieren die apart gezet zijn voor het offer niet af. (Deut. 15:19)
- 557. Je mag vanaf Pesach tot de derde dag geen portie van het offer achterlaten. (Deut. 16:4)
- 558. Offer geen dieren met een tijdelijk gebrek. (Deut. 17:1)
- 559. Breng geen geldelijke offers die men verdiend heeft door te hoereren of wanneer men als schandjongen gefunctioneerd heeft. (Deut. 23:19)
- 560. Lees tijdens het brengen van de eerstelingen de verklaring van Deut. 26:5-10.

### Reinheid en onreinheid
- 561. Het contact met de acht kruipende dieren verontreinigt ons. (Lev. 11:29-30)
- 562. Eten dat in contact is gekomen met onreine zaken, is verontreinigd. (Lev. 11:34)
- 563. Een ieder die het karkas van een dier aanraakt wat uit zichzelf gestorven is, is onrein. (Lev. 11:39)
- 564. Een vrouw op haar kraambed is even onrein als een menstruerende vrouw. (Lev. 12:2-5)
- 565. Een lepralijder is onrein en verontreinigd. (Lev. 13:2-46)
- 566. Een lepralijder dient herkenbaar te zijn volgens de voorschriften. Alle onreine mensen dienen dit aan te geven. (Lev. 13:45)
- 567. Een kledingstuk van de lepralijder is onrein en verontreinigd. (Lev. 13:47-49)
- 568. Het huis van een lepralijder is verontreinigd. (Lev. 14:34-46)
- 569. Een man met geslachtsontstekingen is verontreinigd. (Lev. 15:1-15)
- 570. Het zaad van de geslachtsgemeenschap is onrein. (Lev. 15:16)
- 571. Alle zuiveringen van onreinheid moeten gaan door onderdompeling in het water van het mikwe (ritueel bad). (Lev. 15:16)
- 572. Een menstruerende vrouw is onrein en verontreinigt anderen. (Lev. 15:19-24)
- 573. Een vrouw met geslachtsontstekingen is verontreinigd. (Lev. 15:25-27)
- 574. Draag de rite van het Rode Vaarskalf uit, zodat de as van dat dier altijd verkrijgbaar is. (Num. 19:9)
- 575. Een lijk verontreinigt. (Num. 19:11-16)
- 576. Het water van afscheiding wie rein is (water bevatte bronwater en as van een rund. Met een hysoptakje werd er besprenkeld) dient de onreine te reinigen die verontreinigd is door een lijk. (Num. 19:19-22)

### Lepra en lepralijders
- 577. Verwijder in eerste instantie (tijdens het onderzoek) niet al het hoofdhaar. (Lev. 13:33)
- 578. Dat de procedure van het reinigen van de lepralijder, of het nu de mens zelf is of zijn huis, moet plaatsvinden met cederhout, hysoptakje, scharlakenrode draad, 2 vogels en stromend water. (Lev. 14:1-7)
- 579. De lepralijder moet al zijn haar scheren. (Lev. 14:9)
- 580. Je mag aan de wonden van de lepra niet plukken. (Deut. 24:8)

### De koning
- 581. Vervloek geen regeerder, dat is de koning of het hoofd van het Raad van het land van Israël. (Ex. 22:27)
- 582. Stel een koning aan. (Deut. 17:15)
- 583. Stel geen koning aan die uit de goyiem (niet-Israëlieten) afkomstig is. (Deut. 17:15)
- 584. De koning zal niet overdreven veel paarden krijgen. (Deut. 17:16)
- 585. De koning zal niet overdreven veel vrouwen nemen. (Deut. 17:17)
- 586. De koning mag niet een overdreven hoeveelheid goud of zilver verkrijgen en deze opsparen tot een grote hoeveelheid (Deut. 17:17)
- 587. De koning zal een exemplaar van de Thora schrijven voor zichzelf, en omdat iedereen dit moet doen, moet hij er zelfs twee van schrijven. (Deut. 17:18)

### Nazireeër / ingewijden
- 588. Een Nazireeër drinkt geen wijn, noch iets wat met wijn gemengd is met wat smaakt naar wijn; ook al is de wijn of het mengsel zuur geworden, het blijft voor de Nazireeër verboden. (Num. 6:3)
- 589. Hij zal geen verse druiven eten. (Num. 6:3)
- 590. Hij zal geen gedroogde druiven eten. (Num. 6:3)
- 591. Hij zal niet van de kern van de druiven eten. (Num. 6:4)
- 592. Hij zal niet van de velletjes van de druif eten. (Num. 6:4)
- 593. Een Nazireeër krijgt de toestemming zijn haar te laten groeien. (Num. 6:5)
- 594. Een Nazireeër mag zijn haar niet afknippen. (Num. 6:5)
- 595. Hij zal niet in de buurt komen van afgedekte delen waar een lijk zich bevindt. (Num. 6:6)
- 596. Een Nazireeër zal zich nooit verontreinigen door middel van een overleden persoon (dus bij een lijk aanwezig zijn). (Num. 6:7)
- 597. Een Nazireeër zal zijn haar scheren wanneer hij zijn offers brengt t.b.v. zijn Nazireeërschap of in de periode dat hij zelf verontreinigd is. (Num. 6:9)

### Oorlogen
- 598. Degene die in oorlog verwikkeld is, hoeft niet bang te zijn voor zijn vijanden of in paniek raken tijdens het gevecht. (Deut. 3:22, 7:21, 20:3)
- 599. Bestrijk de priester, die in oorlogstijd de soldaten toespreekt, met olie. (Deut. 20:2)
- 600. In een tolerante oorlog, dient men de procedure die in de Thora beschreven staat te waar te nemen. (Deut. 20:10 "Wanneer gij nadert tot een stad om tegen haar te strijden, zo zult gij haar den vrede toeroepen."[4])
- 601. Laat niets en niemand van de zeven Kanaänitische landen (De Hethieten, de Amorieten, de Kanaänieten, de Perizzieten, de Chiwwieten en de Jebusieten) levend. (Deut. 20:16 "Van de steden van de volken die ín Kanaän wonen en die de Heer God aan jullie gaat geven, mogen jullie niemand in leven laten"[5])
- 602. Roei de zeven Kanaänitische naties uit het land van Israël. (Deut. 20:17 "Jullie moeten alle Hetieten, Amorieten, Kanaänieten, Perezieten, Hevieten en Jebusieten doden, zoals de Heer jullie heeft bevolen."[5] maar Statenvertaling "Maar gij zult ze ganselijk verbannen: de Hethieten, en de Amorieten, en de Kanaänieten, en de Ferezieten, de Hevieten, en de Jebusieten, gelijk als u de Heere, uw God, geboden heeft;"[4])
- 603. Vernietig geen vruchtdragende bomen in zowel oorlogstijd als uit baldadigheid. (Deut. 20:19-20)
- 604. Wanneer je een mooie vrouw gevangenneemt, houd je aan de voorschriften van Thora. (Deut. 21:10-14)
- 605. Verkoop deze vrouw niet. (Deut. 21:14)
- 606. Verneder deze vrouw niet tot een slavin. (Deut. 21:14)
- 607. Ga geen verbond met de Ammonieten en de Moabieten aan voordat je een oorlog tegen hen voorbereidde, zoals je wel dient te doen tegen andere landen (Deut. 23:7)
- 608. Een ieder die onrein is, mag het kamp van de Levieten niet betreden. (Deut. 23:11)
- 609. Creëer een plek buiten het kamp voor sanitaire doeleinden. (Deut. 23:13)
- 610. Houd die plek hygiënisch (Deut. 23:14-15)
- 611. Onthoud wat Amalek gedaan heeft. (Deut. 25:17) (CCP 76)
- 612. Dat de kwaadaardige praktijken die Amalek ons heeft aangedaan, wij nooit zullen vergeten. (Deut. 25:19)
- 613. Vernietig het zaad van Amalek. (Deut. 25:19)